# 3gp
3gp ist die Bezeichnung für ein Video-Dateiformat für mobile Endgeräte wie Mobiltelefone der 3. Generation oder PDAs. Spezifiziert wurde dieses Format von der Organisation 3GPP. Dateien dieses Formats haben die Dateinamenendung .3gp oder .3gpp. Es wird im Standard UMTS verwendet.
3g2 ist ein Video-Dateiformat für Mobiltelefone, das dem 3gp-Format funktionell ähnelt. Spezifiziert wurde dieses Format von der Organisation 3GPP2. Dateien dieses Formats haben die Dateinamenendung .3g2. Es wird im Standard CDMA2000 verwendet.

## Format
Bei 3gp handelt es sich um ein Containerformat, das größtenteils auf MPEG-4 Teil 12 beruht. Innerhalb dieses Containers sind neben Steuerinformationen und dem Audiokanal die eigentlichen Videodaten enthalten. Das Format erlaubt zwei Audio- und drei Video-Codecs:
- Video: MPEG-4 Part 2 oder H.263 oder H.264, wobei H.264 nicht auf allen Mobiltelefonen, der 3. Generation, funktioniert
- Audio: AMR, AMR-WB oder AAC-LC

Der MIME-Typ (content-type) dieses Dateityps lautet „video/3gpp“ (Video- und/oder Audiodaten) oder „audio/3gpp“ (nur Audiodaten). Man beachte, dass eine von einem Web-Server gesendete „video/3gpp“-Datei sowohl ausschließlich Audiodaten als auch Audio- und Videodaten enthalten darf.
Eine Konvertierung von 3gp-Dateien in andere Formate (und umgekehrt) kann z. B. mittels der Computerprogramme HDX4, MEncoder, Pinnacle Studio oder FFmpeg erfolgen.

## Verwendung
Verwendet wird das Format u. a. bei der Aufnahme eigener Videoclips mit der Videofunktion der Handykamera, bei Handyvideos zum Herunterladen bei einem Mobilfunk- oder Mobile Entertainment Provider sowie für Videoinhalte in Multimedia Messaging Services (MMS). Als Bildgrößen werden deshalb hauptsächlich die Auflösungen 128×96, 176×144, 220×176, 320×240 Pixel und noch einige undokumentierte weitere Größen verwendet. Zu beachten ist hierbei, dass das Endgerät die verwendete Größe unterstützt. Wichtig hierfür ist nicht nur die Bildschirm-Auflösung, sondern auch die Fähigkeit des eingebauten Mediaplayers, mit der entsprechenden Größe umzugehen. Aus diesem Grund und der unterschiedlichen Unterstützung der oben genannten Audio- und Videocodecs bedeutet eine spezifizierte „3gp-Fähigkeit“ eines Endgerätes nicht automatisch, dass jedes 3gp Video auf diesem Gerät auch läuft. Vielmehr ist hierfür die Unterstützung der verwendeten Codecs sowie der zugehörigen Parameter (wie z. B. Auflösung oder Bitrate) ausschlaggebend. Automatische Erkennungssysteme bei Mobilfunkanbietern oder Premium-Anbietern sorgen allerdings dafür, dass ohne Eingreifen der Nutzer das richtige Format bereitgestellt wird (Handset-Erkennung).
Das Format bietet 3gp die Möglichkeit, durch ein dem DRM-System auf PCs ähnliches System die Weitergabe und zeitliche Verwendbarkeit der Videodateien zu regeln. Näheres ist zu finden in der Spezifikationen 3GPP TS 26.234 (bis Release 5) und 3GPP TS 26.244 (ab Release 6).
Filmdaten im 3gp-Format können mit den frei erhältlichen Open-Source-Playern VLC media player oder Parole – z. B. auf der Distribution Xubuntu – sowie mit weiteren kostenlosen Closed-Source-Playern wie Quick Time und Real Player direkt abgespielt werden. Auch weitere Open-Source-Projekte wie MPlayer oder die Videoschnittsoftware Avidemux sind dazu in der Lage.